# Djégonao
Ne doit pas être confondu avec Djégbanao.
Djégonao est une localité située dans le département de Loropéni de la province du Poni dans la région Sud-Ouest au Burkina Faso.

## Géographie
Djégonao se trouve à environ 30 km au nord-est du centre de Loropéni, le chef-lieu du département, à 4 km à l'est de Dimolo et à 20 km à l'ouest de Bouroum-Bouroum et de route nationale 12.

## Histoire
Le village est fondé à la fin du XIXe siècle par des familles de l'ethnie Lobi venues de Nako, qui constitue toujours en 2015 près de 80 % de la population de Djégonao (avec les Peuls 19 % et les Mossi et Dagara 2 % chacun).

## Économie
L'économie du village est principalement basée sur la culture du karité et la récolte de ses amandes.

## Santé et éducation
Djégonao accueille un dispensaire isolé. Le centre de soins le plus proche du village est le centre de santé et de promotion sociale (CSPS) de Dimolo tandis que le centre médical se trouve à Kampti et que le centre hospitalier régional (CHR) de la province se trouve à Gaoua.